# Liste der Einträge im National Register of Historic Places im Acadia Parish

Lage des Acadia Parish in Louisiana

Die Liste der Registered Historic Places im Acadia Parish in Louisiana führt alle Bauwerke und historischen Stätten im Acadia Parish auf, die in das National Register of Historic Places aufgenommen wurden.

## Legende
| NRHP | Historic Place    |
| HD   | Historic District |

## Aktuelle Einträge
| [ 2 ] | Name                             | Bild                             | Eintragsdatum        | Lage                                                               | Ort          | Beschreibung |
| ----- | -------------------------------- | -------------------------------- | -------------------- | ------------------------------------------------------------------ | ------------ | ------------ |
| 1     | Joseph D. Bernard House          | Joseph D. Bernard House          | 2001 ID-Nr. 01000119 | 1023 The Boulevard 30° 14′ 51″ N, 92° 16′ 12″ W                    | Rayne        |              |
| 2     | Colorado Southern Railroad Depot | Colorado Southern Railroad Depot | 1980 ID-Nr. 80001693 | North Avenue G Ecke East Front Street 30° 12′ 22″ N, 92° 23′ 10″ W | Crowley      |              |
| 3     | Crowley Historic District        | Crowley Historic District        | 1982 ID-Nr. 82002751 | US 90 und LA 13 30° 12′ 44″ N, 92° 22′ 8″ W                        | Crowley      |              |
| 4     | Ellis Hoffpauir House            | Ellis Hoffpauir House            | 1997 ID-Nr. 97000467 | 210 LeBlanc Street 30° 10′ 55″ N, 92° 27′ 51″ W                    | Estherwood   |              |
| 5     | Istre Cemetery Grave Houses      | Istre Cemetery Grave Houses      | 2008 ID-Nr. 07000545 | Swift Road 30° 6′ 56″ N, 92° 33′ 53″ W                             | Morse        |              |
| 6     | Le Vieux Presbytere              | Le Vieux Presbytere              | 1997 ID-Nr. 97000508 | 205 Rue Iry Lejeune 30° 24′ 22″ N, 92° 12′ 56″ W                   | Church Point |              |
| 7     | Lewis & Taylor Lumberyard Office |                                  | 1995 ID-Nr. 95000812 | 403 East Louisiana Avenue 30° 14′ 9″ N, 92° 15′ 55″ W              | Rayne        |              |